# Альсино и Кондор
«Альсино и Кондор» (исп. Alsino y el cóndor) — художественный фильм 1982 года режиссёра чилийца Мигеля Литтина, снятый при участии Никарагуа, Кубы, Коста-Рики и Мексики. Экранизация романа Альсино (1920) чилийского писателя Педро Прадо. В оригинальном произведении мальчик-горбун, мечтающий о полёте, обретает крылья, вырастающие из его горба, но падает на землю, подобно Икару из античного мифа. Фильм переносит эту аллегорию в контекст гражданской войны в Никарагуа, сочетая магический реализм с политической драмой.

## Сюжет
Действие разворачивается в горной деревне Никарагуа в разгар гражданской войны. Двенадцатилетний крестьянский мальчик Альсино живёт с бабушкой, мечтая научиться летать, как птица. Его единственный друг — Лусия, дочь командира партизан-сандинистов Мануэля. В деревню прибывает американский военный советник Фрэнк, пилотирующий вертолёт «Кондор». Он пытается подружиться с Альсино, предлагая ему полёт на машине, но мальчик решает осуществить мечту по-своему: прыгает с высокого дерева, получает тяжёлую травму и становится горбуном.
С годами Альсино сталкивается с жестокостью войны: деревня страдает от репрессий правительственных войск, а его жизнь наполняют голод и нищета. После гибели Мануэля и смерти бабушки он присоединяется к партизанам. Финал фильма символичен: жители деревни, включая Альсино, объединяются с сандинистами в последней отчаянной атаке против режима, разрушившего их жизни.

## В ролях
- Дин Стоквелл — Фрэнк, американский пилот
- Алан Эскивель — Альсино
- Марта Лорена Перес — Лусия
- Делия Касанова — Росариа
- Рейнальдо Миравальес — дон Насарио, птицелов
- Кармен Бунстер — бабушка Альсино
- Марсело Гаэте — дед Лусии
- Алехандро Пароди — майор (командир правительственных войск)
- Ян Кеес де Рой — голландский советник

## Производство
Фильм стал частью культурных инициатив сандинистского правительства после свержения режима Анастасио Сомосы. Съёмки проходили в Никарагуа при поддержке кубинского Института кино (ICAIC). Литтин, находившийся в изгнании после чилийского переворота 1973 года, использовал метафору полёта для критики американского вмешательства в Латинской Америке.

## Награды и номинации
- 1983 — Оскар: Номинация на премию за лучший фильм на иностранном языке[2]
- 1983 — XIII Московский международный кинофестиваль: Золотой приз[3]